# Carlos I em Três Posições
Carlos I em Três Posições, também chamado de Retrato Triplo de Carlos I, é uma pintura a óleo sobre tela de Anthony van Dyck mostrando o rei Carlos I de Inglaterra em três posições diferentes: perfil, frontal e três quartos. Pintado em 1635 ou 1636, é atualmente parte da Royal Collection. As cores das roupas e o padrão das golas de renda são diferentes em cada posição, porém a faixa azul da Ordem da Jarreteira está presente em todas.
A obra foi criada como referência para o escultor italiano Gian Lorenzo Bernini criar um busto de mármore como presente do Papa Urbano VIII para a rainha Henriqueta Maria de França, esposa de Carlos, esperando uma reconciliação da Igreja Anglicana com a Igreja Católica. O busto foi presenteado ao rei e a rainha em 17 de julho de 1637 e admirado "não só pelo requinte da obra, mas à imagem e quase semelhança que tinha com o semblante do Rei". Bernini foi recompensado no ano seguinte com um anel de diamante de valor aproximado de oitocentas libras esterlinas. Entretanto, o busto foi destruído em janeiro de 1698 quando um incêndio consumiu a maior parte do Palácio de Whitehall.
van Dyck foi influenciado por Retrato de um Homem em Três Posições, de Lorenzo Lotto, que estava na coleção de Carlos na época. Por sua vez, ele influenciou Retrato Triplo do Cardeal Richelieu, de Philippe de Champaigne.
Após ter sido enviado a Roma para Bernini, o quadro permaneceu na posse dele e seus descendentes até 1802, quando voltou para a Inglaterra depois de ser adquirido pelo negociante de arte William Buchanan. Ele foi comprado em 1822 pelo rei Jorge IV do Reino Unido por mil guinéus de um Sr. Wells e hoje é parte da Royal Collection.